# Цезарь (коктейль)
«Цезарь» (англ. Caesar), или «Кровавый Цезарь» (англ. Bloody Caesar) — канадский алкогольный коктейль, обычно содержащий водку и цезарный микс (англ. caesar mix). Главное отличие от «Кровавой Мэри» — наличие моллюскового сока. Коктейль также можно сравнить с мичеладой, которая имеет те же ингредиенты, однако вместо водки используется пиво.
Коктейль был изобретён в Калгари (Альберта) в 1969 году ресторатором Уолтером Шеллом к празднованию открытия нового итальянского ресторана в городе. «Цезарь» быстро стал популярным напитком в Канаде, где ежегодно употребляется 350 млн порций этого коктейля. Данный напиток стал основой для многих вариаций, которые привели к созданию новых коктейлей.

## История создания
«Цезарь» был впервые приготовлен в 1969 году менеджером бара Owl’s Nest при отеле Calgary Inn Уолтером Шеллом. Он смешивал водку с томатным соусом, соком моллюсков, вустерским соусом и иными специями. В итоге он создал уникальный напиток с пряным вкусом, похожим на «Кровавую Мэри».
По словам Шелла, на создание коктейля его вдохновила кухня Италии: он рассказал, что в Венеции подают спагетти alle vongole, в которых присутствует томатный соус и сок моллюсков, образующие «нектар»; именно этот нектар Шелл смешал с другими ингредиентами.
Согласно словам внучки Шелла, его итальянские корни «заставили» назвать напиток «Цезарем». Более длинное название «Кровавый Цезарь» было придумано для того чтобы подчеркнуть схожесть с «Кровавой Мэри». В течение трёх месяцев Вальтер совершенствовал напиток, подавая его для пробы своим клиентам и собирая от них отзывы. Один англичанин, являвшийся постоянным клиентом, как-то сказал: «Вальтер, это чертовски хороший „Кровавый Цезарь“!».

## Популярность
В течение пяти лет после введения напитка в меню «Цезарь» стал самым популярным коктейлем в Калгари. Он широко известен в Западной и Восточной Канаде. В 2009 году на 40-летие коктейля была подана петиция, цель которой — провозглашение Цезаря «напитком нации». Мэр Калгари Дейв Бронконье отпраздновал годовщину напитка и объявил 13 мая 2009 днём «Цезаря».
«Цезарь» был впервые приготовлен в то время, когда американская компания Mott’s начала торговлю особым напитком: смесью томатного соуса, приправ и сока моллюсков, получившего название Кламато (от англ. clam — моллюск и англ. tomato — томат). Изначально продажи Кламато были очень низкими: всего 500 банок за 1970 год; но после создания «Цезаря» продажи Кламато сильно возросли, так как этот сок является одним из основных ингредиентов напитка. 70 % Кламато продаётся именно в Западной Канаде. Предположительно, ежегодно употребляется более 350 млн порций «Цезаря».
В Соединённых Штатах «Цезарь» обычно доступен в барах, расположенных вдоль границы Канады и США. В других местах чаще всего бармены предлагают «Кровавую Мэри». В Европе напиток можно приобрести в местах большого скопления канадцев. Несмотря на все маркетинговые усилия, напиток крайне непопулярен в большинстве стран. Производители томатных и моллюсковых соков предположили, что у некоторых людей наличие моллюсков в коктейле может вызвать отвращение. Например, потребители в Соединённых Штатах опасаются, что в напитке может быть слишком много моллюсков.
«Цезарь» также популярен как средство от похмелья, однако данная теория поставлена под сомнение. Исследование, проведённое Торонтским университетом в 1985 году показало, что употребление «Цезаря» при приёме аспирина может помочь уберечь желудок человека от негативного воздействия того же аспирина.

## Приготовление
Приготовление «Цезаря» следует правилу «один—два—три—четыре»: рецепт требует 1-1½ унций водки, два дэша (8-10 капель) острого соуса, три дэша соли и перца, четыре дэша Вустерского соуса и 4—6 унций цезарной смеси (Кламато); его подают со льдом. Коктейль готовится методом «роллинг», который заключается в перемешивании всех ингредиентов с помощью двух смесительных стаканов. В один из стаканов добавляются все ингредиенты в указанном порядке, затем полученная смесь переливается в другой и обратно несколько раз. После этого коктейль переливают в хайбол, края которого украшены сельдерейной солью или смесью соли и перца. Украшением коктейля служат стебель сельдерея и долька лайма. Особенность «Цезаря» заключается в том, что смешивать коктейль можно заранее и хранить его в течение длительного времени перед употреблением.
Частым дополнением является соус Табаско. Водка иногда может быть заменена джином, текилой или ромом; однако Кламато заменять нельзя. Коктейль, в котором водка заменена пивом, называется «Красным глазом», а вообще без алкоголя — «Цезарь-девственник» или «Девственный Цезарь».
Mott’s проводит ежегодный конкурс «Лучший Цезарь в городе» в рамках Международного фестиваля моллюсков на острове Принца Эдуарда, на котором в 2009 году был представлен «Цезарь» с кленовым сиропом и с водкой с беконом.

## Комментарии
1. ↑  «Цезарный микс», или «цезарная смесь» — смесь томатного и моллюскового сока. По другому — Кламато.